# Omer Bar-Lev
Omer Bar-Lev (né le 2 octobre 1953) est un homme politique israélien. Il a été membre de la Knesset pour le Parti travailliste israélien et ministre de la Sécurité publique. Il est un officier de réserve de Tsahal avec le grade de colonel (Aluf mishne), et commande l'unité de commando d'élite Sayeret Matkal entre 1984 et 1987.

## Biographie
Omer Bar-Lev est né à Haïfa, en Israël, dans une famille juive ashkénaze originaire d'Autriche. Son père est l'ancien chef d'état-major de Tsahal et ministre Haïm Bar-Lev.

## Carrière militaire
Il est enrôlé en 1971 et commande l'unité des forces spéciales d'élite d'Israël, Sayeret Matkal, puis la Brigade de la vallée du Jourdain. Au cours de son service à Sayeret Matkal, Bar-Lev participe à des opérations célèbres, notamment celles de l'hôtel Savoy et d'Entebbe. Au début des années 1990, Bar-Lev est membre des négociations de l'armée israélienne avec les Palestiniens qui conduisent à l'accord Gaza-Jéricho, puis aux négociations qui conduisent au traité de paix israélo-jordanien.
Au cours de sa carrière militaire, qui dure de 1971 à 1994, Bar-Lev quitte Tsahal à deux reprises. À la fin des années 1970, il étudie l'agronomie et l'agriculture à la Faculté d'agriculture de l'Université hébraïque de Rehovot et obtient son B.Sc. en 1980. Après avoir commandé Sayeret Matkal, Bar-Lev quitte de nouveau l'armée en 1987 afin d'étudier pour sa maîtrise en relations internationales à l'Université de Tel Aviv. Dans le cadre de ses études de maîtrise, Bar-Lev rédige une thèse sur les accords de sécurité potentiels avec la Syrie, qui devient plus tard le livre intitulé Security Arrangements in the Golan for the Age of Modern Warfare. Il rejoint également un groupe de soldats de réserve qui, en 1978, écrivent une lettre au Premier ministre Menahem Begin l'exhortant à signer un accord de paix avec l'Égypte.

## Carrière dans les affaires
Après avoir pris sa retraite de l'armée israélienne en 1994 avec le grade de colonel, Bar-Lev devient entrepreneur technologique et activiste social. Entre autres postes, il est, de 2001 à 2013, fondateur et PDG de Paieon, Inc., une société d'imagerie médicale.

## Carrière politique

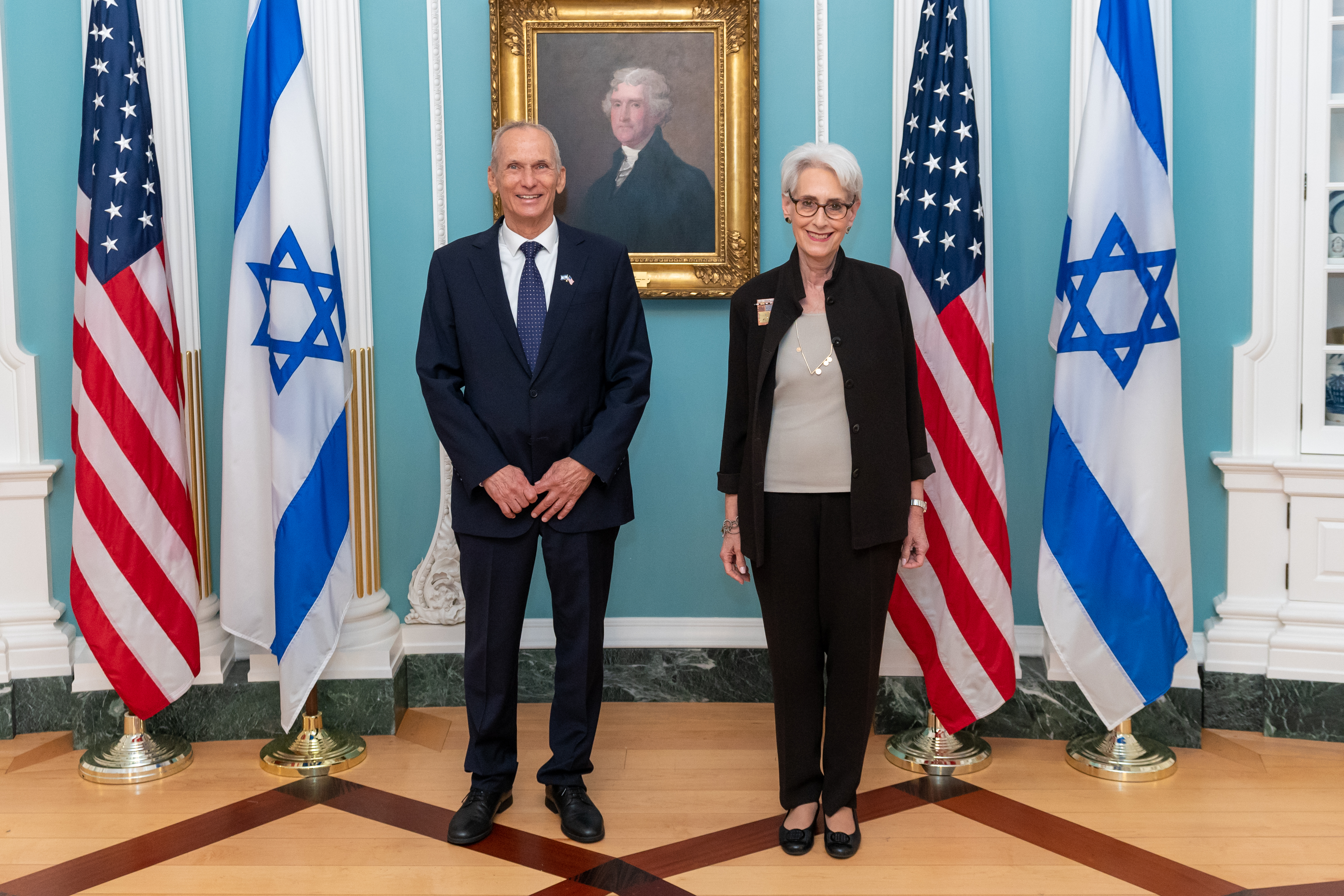
Bar-Lev avec la secrétaire d'État adjointe américaine Wendy Sherman en 2022

Après l'assassinat d'Yitzhak Rabin, Bar-Lev rejoint l'organisation « Génération de la Paix », et dans ce cadre, il fonde le mouvement « Acharai », slogan utilisé dans Tsahal pour signifier « Suivez-moi », et sert à galvaniser un groupe vers un objectif commun. Acharai s’efforce d’autonomiser les jeunes israéliens marginalisés et de les éduquer à la démocratie et au sionisme.
En 2012, Bar-Lev décide de se présenter à la Knesset avec le Parti travailliste israélien et est numéro sept sur sa liste de candidats. Lors des élections nationales de 2013, au cours desquelles le parti travailliste remporte 15 sièges, Bar-Lev devient membre de la 19e Knesset, formée à l'issue de ces élections.
Bar-Lev se présente à la direction du Parti travailliste en 2017 et remporte 6,9 % des voix au premier tour. Lors des élections législatives israéliennes de 2021, il est placé deuxième sur la liste du Parti travailliste israélien et devient ministre de la Sécurité nationale (Israël) dans le Gouvernement Bennett-Lapid. Lors des élections législatives israéliennes de 2022, il est placé neuvième sur la liste du Parti travailliste israélien, restant en dehors de la Knesset puisque le parti ne gagne que quatre sièges.